# ابومنصور محمد بن عبدالرزاق
ابومنصور محمّد پسر عبدالرزاق پسر عبدالله پسر فرخ، دهقانی از شهر طوس یکی از صاحب‌منصبان دوره سامانی و بانی شاهنامه ابومنصوری بود.
وقتی سپهسالاری خراسان به نام ابوعلی چغانی واگذار شد ابومنصور از سوی وی تا سال ۳۳۵ والی طوس بود. بعدها وی در شورش علیه امیر نوح بن نصر به ابوعلی پیوست؛ و در زمان لشکرکشی ابوعلی به مرو و بخارا، ابومنصور سپهسالار خراسان بود. پس از شکست ابوعلی در سال ۳۳۶، ابومنصور در ری به رکن‌الدوله حسن دیلمی پناهنده شد. بعدها وی از امیر سامانی طلب بخشش کرد و در سال ۳۳۹ مورد عفو امیرنوح سامانی قرار گرفت و به طوس بازگشت. بنا به گفته ابن‌اثیر واسطه پیمان صلحی بین ابوعلی و رکن‌الدوله شد. احتمالاً در آن زمان که ابومنصور معمری اقدام به دعوت دعوت چند تن از دانشمندان خراسان به طوس برای تالیف شاهنامه‌ای منثور کرد، ابومنصور دوباره والی طوس بوده است. کار تالیف شاهنامه ابومنصوری در محرم سال ۳۴۶ در دوره عبدالملک یکم سامانی به پایان رسید. ابومنصور طی ۶ ماه به عنوان سپهسالار خراسان از طوس دور بود در ذی‌الحجه سال ۳۴۹ آلپتگین سپهسالاری خراسان را در نیشابور عهده‌دار شد و ابومنصور دوباره به عنوان والی به زادگاه خویش بازگشت. اما منصور بن نوح دوباره وی را برای مقابله با آلپتگبن یاغی به عنوان سپهسالار خراسان منصوب کرد. در حالی که ابومنصور درخواست حمایت رکن الدوله را از گرگان نمود آلپتگبن عقب نشینی کرد و در نبرد با ابوالحسن محمد بن ابراهیم که به عنوان سپهسالار خراسان شده بود شکست خورد.
در مقدمه بر جای مانده شاهنامه ابومنصوری نژاد ابومنصور را به اسپهبد زمان خسروپرویز و از آنجا به گودرز کشواد رسانده‌اند. با آنکه ابوریحان بیرونی این نسب‌نامه را جعلی می‌خواند اما احتمالاً ابومنصور از نسل دهقانان اصیل ایرانی بوده‌است. در زمان وی بازماندگان خاندان‌هایی که هنوز تمام قدرت را از دست نداده بودند؛ و امیری که به فکر تدوین شاهنامه بوده، نه تنها به‌واسطه احساسات میهنی بلکه به سبب وابستگی خونی و طبقاتی خود باید بسیار راغب بدین کار باشد. گردیزی نام دو تن از پسران ابومنصور را ذکر کرده که عبدالله و و منصور بوده‌اند..
ابومنصور محمد بن عبدالرزاق در ۳۴۶ هجری به دستور خویش ابومنصور معمری را بفرمود تا شاهنامه به نثر تدوین کنند این امر به دست چهار نفری که زیردست  ابومنصور معمری بودند، و کار نگاشتن شاهنامه ابومنصوری انجام گرفت عبارتند از:
۱-ساح پسر خراسان از هرات
۲-یزدان‌داد پسر شاپور از سیستان
۳-ماهوی خورشید پسر بهرام از شاپور (یا نیشابور)
۴-شادان پسر برزین از طوس
هیچ یک از اسم‌ها ریشه اسلامی ندارد. بی‌شک هر چهار نفر زرتشتی بودند و تنها آنها می‌توانستند کتابهای پهلوی را که می‌بایست از آنها استفاده کرد بخوانند. 